# Grevillea rigida
Grevillea rigida är en tvåhjärtbladig växtart. Grevillea rigida ingår i släktet Grevillea och familjen Proteaceae.

## Underarter
Arten delas in i följande underarter:
- G. r. distans
- G. r. rigida